# Стремоуховы
Стремоуховы — дворянский род.
При подаче документов (04 марта 1686) для внесения рода в Бархатную книгу, была предоставлена родословная роспись Стремоуховых.
Род внесён в VI, II и III части родословных книг Курской, Московской, Харьковской и Нижегородской губерний.
Однородцами является дворянский род  Волокитиных.

## Происхождение и история рода
Происходит, по сказаниям старинных родословцев, от греченина Александра Афанасья Строматороса-Стромаухова, выехавшего из Царьграда к великому князю Василию Васильевичу (1362).
Стремоухов Михаил Тимофеевич, убит литовцами при взятии Сокола (1580).

## Описание гербов

#### Герб Стремоуховых 1785 г.
В Гербовнике Анисима Титовича Князева 1785 года имеется изображение печати с гербом Михаила Стремоухова: щит разделен вертикально на две части. В правой части, в серебряном поле, положены три коричневые стрелы, остриями вниз, из которых одна вертикально, а две накрест (польский герб Бэлты). В левой части, в красном поле, выпрыгивающий на половину, белый конь с уздою, мордой обращённый вправо. По середине полей щита, два орлиных крыла, а сверху лук с натянутою тетивою и положенным на тетиву панцирь. Средние фигуры имеют цвета: жёлтый в серебряном поле и золотой в красном поле. Щит увенчан дворянской короной (дворянский шлем и намёт отсутствуют). Нашлемник: три страусовых пера. Вокруг щита фигурная виньетка.

#### Герб. Часть III. № 19.
Щит разделен горизонтально на две части, из них в верхней части, разрезанной перпендикулярно чертою, в правом голубом поле, изображены крестообразно три серебряные стрелы, острием обращенные вниз. В левом красном поле видна половина серебряного единорога (изм. польский герб Боньча). В нижней части, в золотом поле, означены шишак с перьями, под ним копье с саблею, крестообразно положенные, и панцирь, поставленный на натянутом луке.
На щите дворянский коронованный шлем. Нашлемник: три страусовых пера. Намёт на щите голубой и красный, подложенный золотом.

## Известные представители
- Стремоухов Иван Васильевич — воевода в Трубчевске и Чернавском остроге (1639—1640).
- Стремоухов Никита — воевода в Обояни (1665).
- Стремоухов Фёдор — воевода в Орле.
- Стремоухов Фёдор Иванович — московский дворянин (1676—1678), стольник (1689—1692).
- Стремоухов Михаил Петрович — стряпчий (1678).
- Стремоухов Иван Фёдорович — стольник царицы Прасковьи Фёдоровны (1686), стольник (1687—1692).
- Стремоухов Василий Фёдорович — стольник (1682—1692).
- Стремоухов Иван Михайлович — стряпчий (1692).
- Стремоухов Фёдор — воевода в Калуге (1693)[6][7].
- Дмитрий Петррвич (1805—1845) — инженер путей сообщения.
- Пётр Николаевич (1823—1885) — директор Азиатского департамента МИД Российской империи.
- Пётр Дмитриевич (1828—1918) — рязанский губернатор, член совета главного управления по делам печати.
  - Дмитрий (1855—1925) — советский российский геолог.
  - Николай (1861—1938) — генерал-лейтенант Генерального штаба.
    - Дмитрий (1902—1961) — русский историк религиозной мысли.

  - Пётр (1865—1951) — государственный деятель, сенатор.